# Дэнс, дэнс, дэнс
«Дэнс, дэнс, дэнс» («Танцуй, танцуй, танцуй»)— шестой роман японского писателя Харуки Мураками, «мистический детектив».
Написан в 1988 году в Лондоне. На русском языке «Дэнс, Дэнс, Дэнс» впервые был опубликован в 1998 году в переводе Дмитрия Коваленина.
Харуки Мураками наконец удалось соединить в своих романах Восток и Запад, философию дзэн и джазовую импровизацию.
Книга является продолжением романа «Охота на овец», последней части «Трилогии Крысы». По словам Мураками, больше всего получал удовольствия от написания именно этой книги.
После «Овец» я написал «Страну Чудес без тормозов», затем «Норвежский лес», и только потом уже «Дэнс». На самом деле, все эти годы я очень хотел написать продолжение. Мир «трилогии Крысы» всё время оставался во мне. Всё-таки я создавал его целых три книги подряд. И хотелось описать его весь до конца, чтобы он наконец меня отпустил.
Дмитрий Коваленин получил за перевод этого романа премию «Странник» в 2002 году.

## Сюжет
Сюжет разворачивается через несколько лет после событий, описанных в романе «Охота на овец»:
Рассказчик обрывает все связи, начинает жизнь заново, втягивается в круговорот журналистской подёнщины и становится шестерёнкой Великой Системы Развитого Капитализма, которую он называет системой Перевода-на-Дерьмо. Функция рассказчика — разгребание культурологических сугробов в пургу. При этом герой чувствует себя оторванным от подлинности, он не находит своего места в мире… Герой потерял связь с миром, в его душе хаос, он ни к чему не подключён – но что-то пытается пробиться в его сознание, что-то, что он не совсем еще стёр в себе… Человек-овца обещает подключить это что-то, и даёт герою совет: Танцуй и не останавливайся; танцуй, пока играет музыка; танцуй очень здорово – чтобы все на тебя смотрели… И вскоре герой понимает, что всё связано, только очень запутано. И, можно сказать, что всю оставшуюся половину книги герой заново вытанцовывает себя, что означает — учится правильно распознавать то, что стоит за знаками. Учится интерпретировать то, что с ним происходит.